# 앵커스
앵커스(ankus)는 하둡 맵리듀스 기반의 데이터 마이닝/기계학습을 다루는 오픈 소스 알고리즘 라이브러리이다. ankus는 오픈 소스 프로젝트로서, 총 3가지의 프로젝트로 구성되어 있다.
1) 데이터 마이닝 및 기계학습 기반의 분석을 위한 'Core Project'
- 데이터 기초 통계 및 전처리
- 유사/상관/거리 분석
- 분류/군집 분석
- 서비스 기반의 분석

총 4종, 20개 분석 기술 제공(version 1.0.1 기준)
제공되는 분석 기술은 하둡 기반의 분산/병렬처리 환경에서 운용될 수 있도록 MapReduce 구조를 기반으로 개발됨
2) 분석 결과를 시각화하기 위한 'Visualization Project'
- Connected Graph
- Scatter plot
- Tree plot
- Bar/Pie Chart
- Distribution Chart(PDF Line chart)
- Box plot

3) 모든 기능을 웹 GUI 환경으로 제공하기 위한 'Web Project'
- Hadoop Cluster Management
- HDFS Management
- Pig, Hive Integration UI
- Use Management
- Job Monitoring

## 같이 보기
- 하둡
- 기계학습
- 데이터 마이닝
- 맵리듀스
- 아파치 머하웃